# Масселборо
Ма́сселборо (англ. Musselburgh, скотс Musselburgh, гэльск. Baile nam Feusgan) — город на востоке Шотландии,  в округе Ист-Лотиан. Расположен на берегу залива Ферт-оф-Форт.

## Этимология
Название города состоит из двух староанглийских слов: mussel — мидии, и burgh — город.

## Достопримечательности
- Каменная ратуша 1590 года, использовавшаяся также как здание суда, тюрьмы, и для собраний совета.
- Каменный мост, построенный римлянами, и восстановленный 1597 году.
- Городской музей, с историческими экспонатами Масселборо.
- Городской ипподром открытый в 1816 году, второй по размеру в Шотландии

## Галерея
- Каменная ратуша 1590 года
- Мост, построенный римлянами
- Здание городского музея
- Железнодорожная станция